# Zinkethylphenyldithiocarbamat
Zinkethylphenyldithiocarbamat ist eine chemische Verbindung des Zinks aus der Gruppe der Dithiocarbamate.

## Gewinnung und Darstellung
Zinkethylphenyldithiocarbamat kann aus Kohlenstoffdisulfid, N-Ethylanilin und Zinkchlorid synthetisiert werden.

## Eigenschaften
Zinkethylphenyldithiocarbamat ist ein brennbarer, schwer entzündbarer, weißer Feststoff mit schwachem Geruch, der praktisch unlöslich in Wasser ist.

## Verwendung
Zinkethylphenyldithiocarbamat wird als Vulkanisationsbeschleuniger in der Gummiindustrie verwendet. Die Verbindung dient auch Zwischenprodukt für die Herstellung von Haushalts- und Industrieartikeln.